# جسیکا بانکوک
جسیکا بانکوک (انگلیسی: Jessica Bangkok؛ زاده ۱۹ دسامبر ۱۹۸۰) بازیگر پورنوگرافی اهل ایالات متحده آمریکا است.